# هوارد غلين
هوارد غلين (بالإنجليزية: Howard Glenn)‏ هو لاعب كرة القدم الكندية أمريكي، ولد في 26 سبتمبر 1934 في فانكوفر في الولايات المتحدة، وتوفي في 9 أكتوبر 1960 في هيوستن في الولايات المتحدة.

## وصلات خارجية
- هوارد غلين على موقع مرجع كرة القدم المحترفة.كوم (الإنجليزية)